# Koziegłowy (Silésie)
Pour les articles homonymes, voir Koziegłowy.
Koziegłowy est une ville de la voïvodie de Silésie et du powiat de Myszków. Elle est le siège de la gmina de Koziegłowy; elle s'étend sur 26,71 km2 et comptait 2 481 habitants en 2008.